# 마르세유
마르세유(프랑스어: Marseille, 오크어: Marselha)는 프랑스에서 두 번째로 큰 도시이다. 프로방스알프코트다쥐르 레지옹과 부슈뒤론주의 중심지이기도 하다. 지중해 연안의 항구도시로, 프랑스와 지중해 모두에서 가장 큰 항구이다.
2021년 기준으로 도시 인구는 87만 명에 달하며 프랑스 지중해 연안과 프로방스알프코트다쥐르 지역의 최대 도시이다. 프랑스의 기초자치단체에 해당되는 코뮌 단위로 따질 경우, 마르세유의 인구는 총 162만 명에 달해, 파리와 리옹에 이어 세 번째로 인구가 많다. 여기에 지자체 간 통합정부에 해당되는 엑스마르세유프로방스 메트로폴의 인구는 191만 명으로 프랑스에서 두 번째로 인구가 많다.
기원전 600년경에 건설되어 베지에와 함께 프랑스에서 가장 오래된 도시로 꼽힌다. 고대 그리스 시대에는 '마살리아'(그리스어: Μασσαλία)라고 불렸으며 그리스 선원과 상인들이 드나드는 주요 무역항으로 출발했다. 프랑스의 해외 식민지 개척과 더불어 19세기 이후 급격한 성장을 겪으며 번영하는 산업도시이자 무역도시로 거듭났다.
15세기부터 건설된 마르세유 대항만 (Grand port maritime de Marseille)은 프로방스 지역은 물론 프랑스 전국의 주요 물류 거점 중 하나로서 그 규모로만 따지면 프랑스 최대, 지중해 2위, 유럽 8위에 달한다. 지중해와 면해 있는 지리적 특성상 남유럽과 중동, 북아프리카, 아시아와의 문화적, 경제적 교류가 이루어지는 프랑스에서 가장 국제적인 도시로 인식되었으며 일찍이 17세기부터 프랑스 지중해 연안의 '동양의 문' (Porte de l'Orient)으로 일컬어졌다. 오늘날에도 인터넷 네트워크망이 대거 몰려 있는 세계 10대 허브 중 하나로 꼽힌다.
마르세유항을 내려다보는 노트르담 드 라 가르드 성당은 마르세유 시민들에게 '시어머니' (Bonne-mère)라는 별명으로 잘 알려진 비잔틴 건축양식의 성당으로서 마르세유의 상징으로 자리해 있다. 1990년대부터는 외로메디테라네 (Euroméditerranée) 프로젝트로 마르세유시의 경제성장을 꾀하고 도시개발을 촉진하는 사업이 실시되었으며, 그 일환으로 마르세유 트램이 도입되고 오텔디외를 호텔로 개발하는가 하면 스타드 벨로드롬, CMA CGM 타워, 유럽 지중해 문명 박물관 등의 명소가 개발되었다. 오늘날 마르세유는 파리 다음으로 가장 많은 박물관을 갖춘 도시이며 2013년 유럽 문화 수도, 2017년 유럽 체육 수도로 지정되었다. 스포츠 면에서는 프랑스에서 가장 인기있는 프로축구단 올랭피크 드 마르세유의 연고지이며 1998년 FIFA 월드컵과 UEFA 유로 2016 행사를 유치하였다.

## 명칭
'마르세유'라는 명칭의 어원은 불분명하나 그리스인이 도래하기 전에 지역민들이 사용했던 고대 리구리아어 단어에서 유래하였을 가능성이 존재한다. 그리스인들이 도시를 건설한 이후에는 고대 그리스어로 '마살리아'(Μασσαλία)라는 이름으로 불리게 되었으며, 로마의 지배 이후에도 한동안 그리스어권으로 남으면서 라틴어 '마실리아' (Massilia)라는 이름으로도 알려졌다.
한국어로는 외래어 표기법에 따라 프랑스어로 '마르세유' (Marseille, [maʁsɛj])로 표기되나 간혹 마지막 발음을 살려 '마르세이유'라는 표기로도 알려져 있다. 프랑스 남부 지역어인 오크어 (프로방스어)로는 '마르세요'나 '마르시요' ([maʀˈsejɔ, maʀˈsijɔ])라고 발음되며 고전철자법으로는 'Marselha'로, 현행 표기법인 미스트랄 표기법으로는 'Marsilho'라고 표기한다. 한편 영어로는 '마르세이' (/mɑːrˈseɪ/)라고 발음한다.

## 지리

### 위치
프랑스 남동부 프로방스 지역에 위치해 있으며, 고속도로 기준으로 파리에서 773km, 리옹에서 313km, 니스에서 200km, 툴루즈에서 403km, 그르노블에서 308km, 모나코에서 210km, 제네바에서 395km 떨어져 있다.
코뮌의 면적은 240.62km²에 달하며 인구밀도는 3,608명/km²이다. 다만 개발이 불가능한 자연보호구역 150km²을 제외한 면적으로 따지면 실제 인구밀도는 5,788명/km²에 달하는 것으로 집계된다.

### 지형

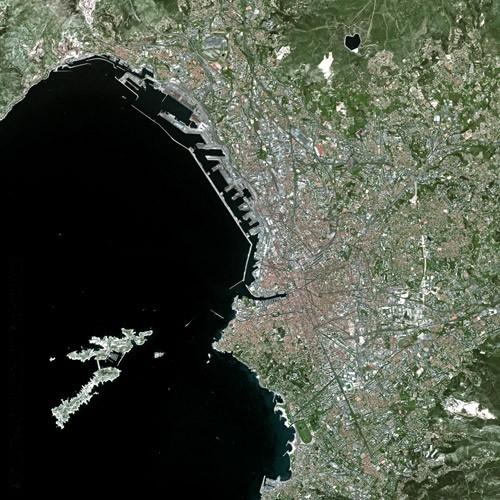
항공사진으로 본 마르세유

서쪽과 남쪽으로는 지중해를 면하고 북쪽으로는 에스타크 지괴와 에투알 지괴, 동쪽으로는 가를라방 지괴, 남동쪽으로는 생시르 지괴와 퓌제산, 남쪽으로는 마르세유베이르 지괴와 접해 있다.
위본강과 그 지류에 해당되는 자레강이 마르세유 전반에 걸쳐 있으며 에이갈라드를 통과하는  카라벨천과 더불어 마르세유의 주요 강으로 꼽힌다. 위본강과 카라벨천은 유속이 상대적으로 낮은 강에 해당된다. 지중해 연안지형 특성상 수량은 적지만 비가 올 경우에는 범람한다. 이와 함께 뒤랑스강을 수원지로 하는 마르세유 운하와 베르동강을 수원지로 하는 프로방스 운하가 놓여 마르세유의 식수원으로 사용되고 있다.
마르세유의 해안선은 57km에 달하며 그 가운데 24km는 무인도인 리우 제도와 프리울 제도의 연안 섬에 해당된다. 도시 남서쪽 구드 마을과 카시스 마을 사이의 20km 연안지대를 따라 칼랑크 지괴라는 특유의 지형이 형성되어 있으며 천연자원 채굴과 레저활동이 이루어진다. 해마다 백만 명의 관광객이 찾는 프랑스의 명소로도 꼽히며, 2012년부터 칼랑크 국립공원으로 지정되어 자연유산 보호구역이 되었다.
해수욕장으로는 프라도 해수욕장, 카탈랑 해수욕장, 푸앵트루주 해수욕장 등이 있으며, 이 가운데 프라도 해수욕장의 공식 명칭은 '가스통데페르 해수욕장' (plages Gaston-Defferre)으로서 마르세유 지하철의 터널 공사로 파낸 흙을 제방으로 쌓아 형성하였다. 리우제도, 프리울제도, 플라니에르섬 등지에는 총 19곳의 스쿠버다이빙 명소가 있다.

### 기후
마르세유는 지중해성 기후 (쾨펜 기후 구분법: Csa)로 겨울엔 온난다습하고 여름엔 건조하다. 12,1,2월은 가장 추운 달로 평균기온은 낮 12 °C, 밤 12 °C이다. 7,8월은 가장 더운 달로 평균기온은 낮 30 °C, 밤 19 °C이다. 마르세유는 미스트랄 (바람)로 잘 알려져 있는데, 미스트랄은 겨울과 봄에 론강에서 불어오는 춥고 거센 바람이다. 그 다음으로 사하라 사막에서 불어오는 시로코 바람은 뜨거운 모래바람이다.
역대 최고기온은 1983년 7월 26일 폭염 기간에 기록한 40.6°C였으며, 역대 최저기온은 한파가 불어닥쳤던 1929년 2월 13일에 기록한 -16.8°C이다.
| 마르세유 (마르세유 프로방스 공항)의 기후                       | 마르세유 (마르세유 프로방스 공항)의 기후 | 마르세유 (마르세유 프로방스 공항)의 기후 | 마르세유 (마르세유 프로방스 공항)의 기후 | 마르세유 (마르세유 프로방스 공항)의 기후 | 마르세유 (마르세유 프로방스 공항)의 기후 | 마르세유 (마르세유 프로방스 공항)의 기후 | 마르세유 (마르세유 프로방스 공항)의 기후 | 마르세유 (마르세유 프로방스 공항)의 기후 | 마르세유 (마르세유 프로방스 공항)의 기후 | 마르세유 (마르세유 프로방스 공항)의 기후 | 마르세유 (마르세유 프로방스 공항)의 기후 | 마르세유 (마르세유 프로방스 공항)의 기후 | 마르세유 (마르세유 프로방스 공항)의 기후 |
| 월                                                             | 1월                                      | 2월                                      | 3월                                      | 4월                                      | 5월                                      | 6월                                      | 7월                                      | 8월                                      | 9월                                      | 10월                                     | 11월                                     | 12월                                     | 연간                                     |
| -------------------------------------------------------------- | ---------------------------------------- | ---------------------------------------- | ---------------------------------------- | ---------------------------------------- | ---------------------------------------- | ---------------------------------------- | ---------------------------------------- | ---------------------------------------- | ---------------------------------------- | ---------------------------------------- | ---------------------------------------- | ---------------------------------------- | ---------------------------------------- |
| 역대 최고 기온 °C (°F)                                         | 19.9 (67.8)                              | 22.5 (72.5)                              | 25.4 (77.7)                              | 29.6 (85.3)                              | 34.9 (94.8)                              | 39.6 (103.3)                             | 39.7 (103.5)                             | 39.2 (102.6)                             | 34.3 (93.7)                              | 30.4 (86.7)                              | 25.2 (77.4)                              | 20.7 (69.3)                              | 39.7 (103.5)                             |
| 일평균 최고 기온 °C (°F)                                       | 11.8 (53.2)                              | 12.8 (55.0)                              | 16.4 (61.5)                              | 19.3 (66.7)                              | 23.5 (74.3)                              | 27.9 (82.2)                              | 30.7 (87.3)                              | 30.5 (86.9)                              | 25.9 (78.6)                              | 21.3 (70.3)                              | 15.7 (60.3)                              | 12.4 (54.3)                              | 20.7 (69.3)                              |
| 일일 평균 기온 °C (°F)                                         | 7.7 (45.9)                               | 8.3 (46.9)                               | 11.4 (52.5)                              | 14.3 (57.7)                              | 18.4 (65.1)                              | 22.5 (72.5)                              | 25.2 (77.4)                              | 24.9 (76.8)                              | 20.9 (69.6)                              | 17.0 (62.6)                              | 11.7 (53.1)                              | 8.4 (47.1)                               | 15.9 (60.6)                              |
| 일평균 최저 기온 °C (°F)                                       | 3.6 (38.5)                               | 3.7 (38.7)                               | 6.5 (43.7)                               | 9.4 (48.9)                               | 13.3 (55.9)                              | 17.2 (63.0)                              | 19.7 (67.5)                              | 19.4 (66.9)                              | 15.9 (60.6)                              | 12.6 (54.7)                              | 7.7 (45.9)                               | 4.4 (39.9)                               | 11.1 (52.0)                              |
| 역대 최저 기온 °C (°F)                                         | −12.4 (9.7)                              | −16.8 (1.8)                              | −10.0 (14.0)                             | −2.4 (27.7)                              | 0.0 (32.0)                               | 5.4 (41.7)                               | 7.8 (46.0)                               | 8.1 (46.6)                               | 1.0 (33.8)                               | −2.2 (28.0)                              | −5.8 (21.6)                              | −12.8 (9.0)                              | −16.8 (1.8)                              |
| 평균 강수량 mm (인치)                                          | 47.1 (1.85)                              | 29.8 (1.17)                              | 29.5 (1.16)                              | 51.6 (2.03)                              | 37.7 (1.48)                              | 27.9 (1.10)                              | 10.8 (0.43)                              | 25.8 (1.02)                              | 82.0 (3.23)                              | 73.3 (2.89)                              | 75.9 (2.99)                              | 40.9 (1.61)                              | 532.3 (20.96)                            |
| 평균 강수일수 (≥ 1.0 mm)                                       | 5.1                                      | 4.6                                      | 4.2                                      | 5.8                                      | 4.4                                      | 2.8                                      | 1.4                                      | 2.7                                      | 4.8                                      | 5.9                                      | 7.0                                      | 4.7                                      | 53.5                                     |
| 평균 강설일수                                                  | 0.9                                      | 0.5                                      | 0.0                                      | 0.0                                      | 0.0                                      | 0.0                                      | 0.0                                      | 0.0                                      | 0.0                                      | 0.0                                      | 0.3                                      | 0.2                                      | 1.9                                      |
| 평균 월간 일조시간                                             | 147.9                                    | 173.1                                    | 234.7                                    | 250.8                                    | 298.6                                    | 337.8                                    | 372.2                                    | 333.8                                    | 263.7                                    | 196.1                                    | 150.8                                    | 138.1                                    | 2,897.6                                  |
| 출처: 프랑스 기상청 (평년값: 1991년~2020년, 극값: 1921년~현재) |                                          |                                          |                                          |                                          |                                          |                                          |                                          |                                          |                                          |                                          |                                          |                                          |                                          |

## 역사

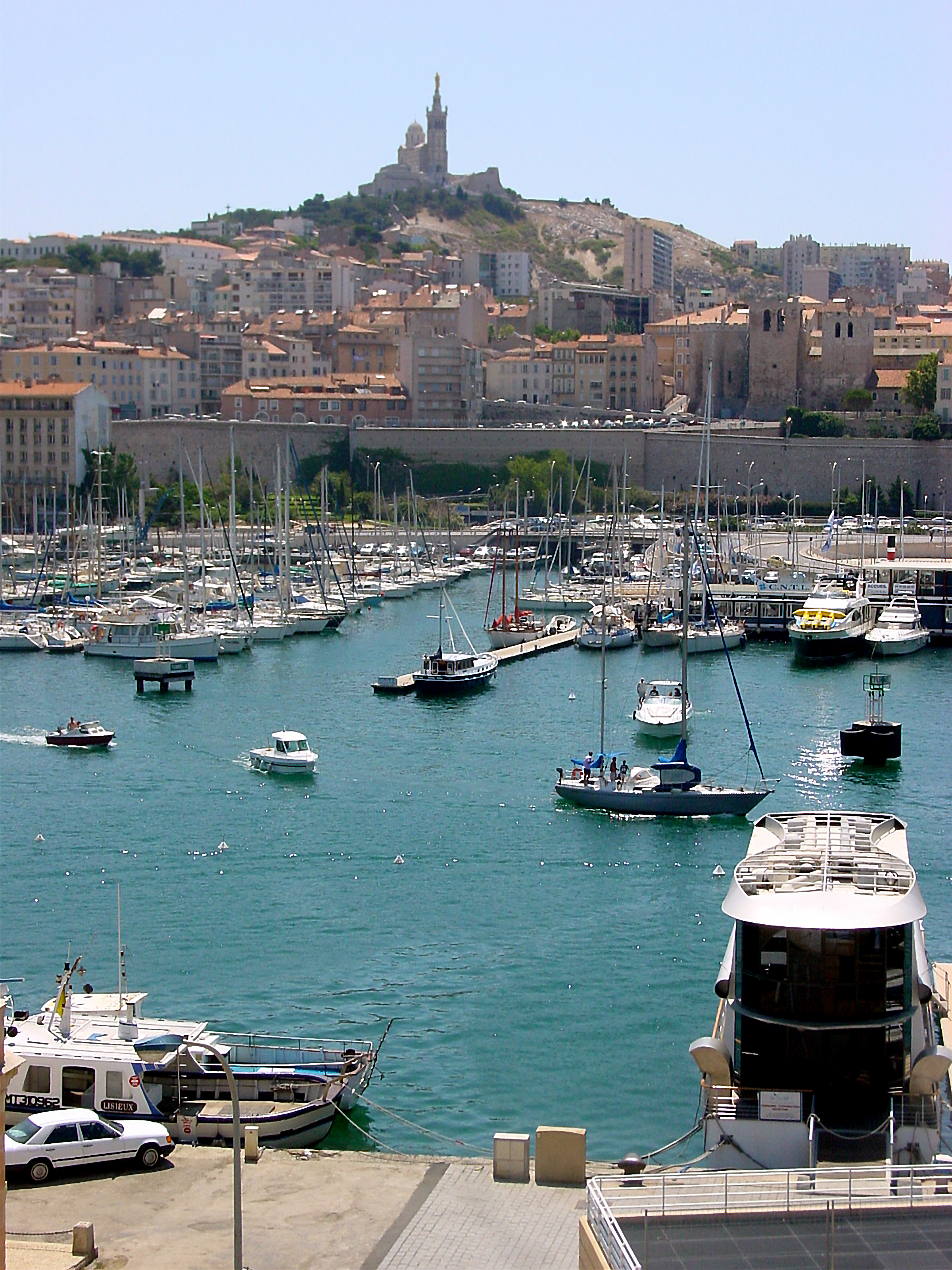
마르세유의 옛 항구

마르세유에 인류가 살기 시작한 것은 30,000년 이전 부터이다. 도시 인근에 구석기 시대의 동굴 그림이 남겨져 있다. 최근 기원전 6000년 경의 신석기 시대 유물도 발굴되었다.
고대 그리스의 역사가인 투키디데스의 기록에 따르면 마르세유 도시가 세워진 것은 기원전 600년 경 포카이아인들이 교역항을 건설한 것이 시초이다. 당시에는 마살리아(그리스어 Μασσαλία)라고 불렸다. 마르세유는 그리스의 식민지로 지중해에서 아테네의 위상을 물려받을 것으로 예상되었으나 갑자기 부상한 로마가 그 자리를 차지하였다.

### 중세시대
로마 제국의 쇠퇴와 함께 도시는 서고트족의 영향력 아래로 들어갔다. 후에 프랑크 족 왕이 6세기 중반에 도시 탈환에 성공했다. 샤를마뉴와 카롤링거 왕조가 중세시대까지 프랑스의 주요 무역항으로 남아있던 마르세유 시민들의 민력을 인정했다. 마르세유는 10세기 프로방스의 백작들에 의해 부와 무역 능력을 되찾았다. 1262년에 보니파스 데 카스텔란과 바랄 드 보의 사촌인 휴그 드 보가 앙주 왕가에 맞서 반란을 일으켰지만 샤를 1세에 의해 진압되었다.
1348년부터 1361까지 간헐적으로 림프절 페스트가 발병했다. 프랑스의 주요 항구이기 때문에 마르세유가 전염병에 맞닥뜨린 첫 번째 도시였을 것이라고 생각하고 있다. 전(前)세기에 경제적 번영을 누린 마르세유였지만 인구 25000중 15000명이 전염병으로 인해 사망하였다. 도시의 성쇠는 1423년에 아라곤 인들의 약탈로 인해 더욱 기울어졌다.

### 근현대
18세기를 지나면서 항구의 방어 기술이 향상되면서 마르세유는 지중해에 위치한 프랑스의 가장 중요한 군항이 되었다. 제2차 세계대전 중 1940년에는 독일과 이탈리아군이 마르세유를 폭격하였고, 1943년 1월 22일에는 4000명이 넘는 유대인들이 체포되었다. 체포된 유대인들은 나치에 의해 폴란드로 강제 추방되어 희생되기 전까지 임시 수용소에 수용되었다.
1950년대 이후부터, 마르세유는 100만 명이 넘는 이주자들이 프랑스로 유입될 때 거치는 관문이 되었다. 1962년에는 신흥 독립국이었던 알제리로부터 대규모 이주가 있었다. 많은 이주민들은 도시에 큰 시장과 함께 프랑스-아프리카인 구역이 주어져 정착하게 되었다.

## 인구
19세기 초반에 이 항구에 외국인 노동자들이 들어오면서 인구 구성이 변하기 시작했다. 북아프리카출신의 아랍인과 유대인, 러시아인, 그리스인, 이탈리아인, 에스파냐인, 아르메니아인등이 거주한다. 마르세유의 북아프리카 아랍인들은 마르세유 인구의 25%를 차지하고, 프랑스에서 그들의 인구가 제일 많은 도시로 알려졌다. 이곳의 유대인들은 유럽에서 가장 큰 유대인 공동체를 형성한다.
| 연도 | 인구    | ±% p.a. |
| ---- | ------- | ------- |
| 1801 | 111,100 | —       |
| 1851 | 195,350 | +1.14%  |
| 1881 | 360,100 | +2.06%  |
| 1911 | 550,619 | +1.43%  |
| 1931 | 606,000 | +0.48%  |
| 1946 | 636,300 | +0.33%  |
| 1954 | 661,407 | +0.48%  |
| 1962 | 778,071 | +2.05%  |
| 1968 | 889,029 | +2.25%  |
| 1975 | 908,600 | +0.31%  |
| 1982 | 874,436 | −0.55%  |
| 1990 | 800,550 | −1.10%  |
| 1999 | 798,430 | −0.03%  |
| 2006 | 839,043 | +0.71%  |
| 2011 | 850,636 | +0.27%  |

## 경제
오늘날 마르세유의 경제는 구항의 북쪽에 있고 컨테이너항과 수송항이 있는 신항의 영향이 가장 크다. 연간 수억 톤의 화물이 항구를 통과하며 60%가 석유이다. 수송 규모는 지중해 1위이며 유럽 3위이다.

## 스포츠
마르세유는 세계적으로 유명한 축구 클럽인 올랭피크 드 마르세유의 연고지이다.

## 같이 보기
- 마르셀 파뇰